# Hameu Boaullebeu
Hameu Boaullebeu – tunezyjski zapaśnik walczący w stylu wolnym. Brązowy medalista mistrzostw Afryki w 2002 roku.